# Občanská válka v Rhodesii
Občanská válka v Rhodesii, také známá pod názvem The Rhodesian Bush War, zimbabwská válka za osvobození nebo druhá chimurenga (chimurenga – „revoluční boj“ v šonštině) byl konflikt mezi bílou minoritou a černošskou majoritou, který se odehrával mezi roky 1964 až 1979 na území dnešního státu Zimbabwe, tehdy nesoucího název Republika Rhodesie.

## Znepřátelené frakce
Konflikt se odehrával vesměs mezi třemi organizacemi:
- centrální vládou pod vedením Iana Smithe (později Abela Muzorewa, černocha kolaborujícího s bělošskou vládou)
- partyzány sdruženými v Zimbabwské lidové revoluční armádě (ZIPRA, Zimbabwe People's Revolutionary Army), která byla podporována Mosambikem, Kubou, Východním Německem a Sovětským svazem
- Zimbabwskou africkou národní osvobozeneckou armádou (ZANLA, Zimbabwe National Liberation Army) Roberta Mugabeho; její podpora pocházela ze Zambie

## Příčiny
V roce 1964 byla bělošskou minoritou unilaterálně vyhlášena nezávislá Republika Rhodesie, která nebyla nikým uznána. Ústava nového státu upírala černochům mnoho práv a jejich nespokojenost přerostla v ozbrojený odpor, který byl materiálně podporován černošskými nacionalisty ze Zambie a později komunisty z Mosambiku.

## Průběh války

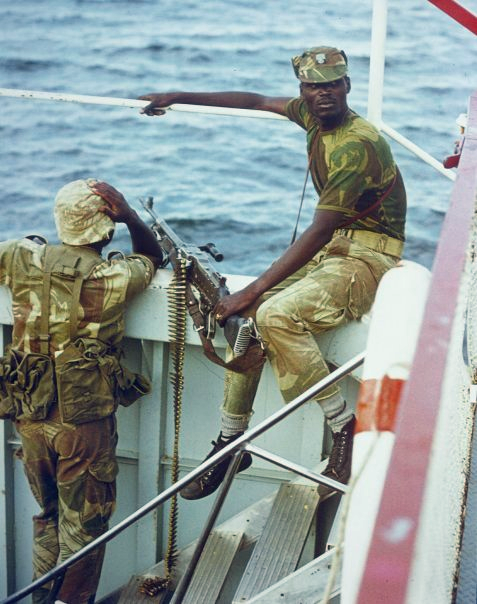
Dva vojáci rhodéské armády (Rhodesian African Rifles) na hlídkovém člunu na Karibě, prosinec 1976. Černoši tvořili většinu vládních rhodéských bezpečnostních sil, ale některé jednotky byly sestaveny pouze z bělochů.

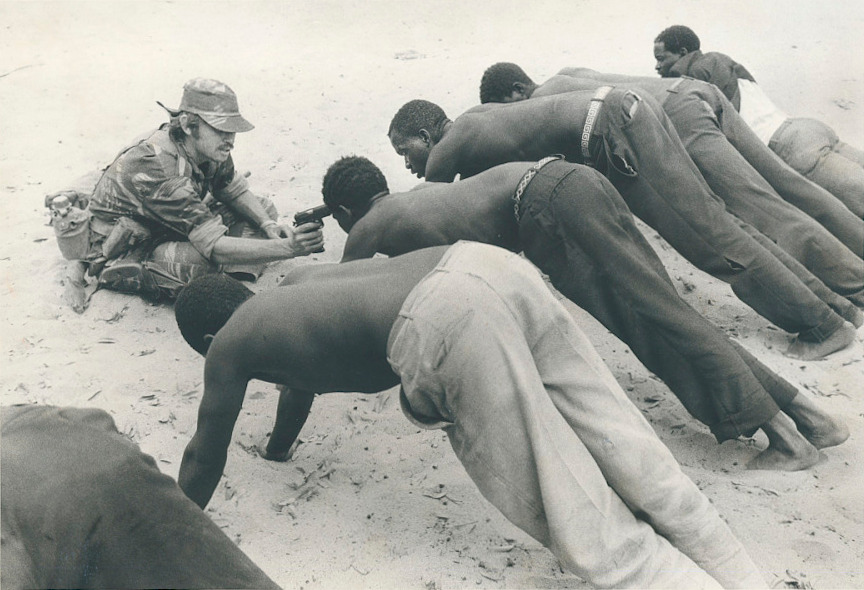
Bílý rhodéský voják vyslýchá černé vesničany (září 1977).

Partyzáni si nedokázali vytvořit významnou převahu nad vládními vojsky. Vyhýbali se přímým střetům, přepadávali bílé farmy a kladli na cesty miny. Významnou partyzánskou základnou se stala řídce osídlená hornatá severozápadní část Zimbabwe při hranici se Zambií. Navíc přes tyto propustné hranice se snadno pašovaly zbraně a munice.
Policie tvrdě trestala vesničany, kteří partyzánům pomáhali, často za užití principu kolektivní viny. Obyvatelstvo bylo navíc stěhováno do chráněných vesnic. Jihoafrická republika poskytovala významnou leteckou podporu. Podél hranice se Zambií byl vybudován koridor sanitare, který se skládal z oplocení z ostnatého drátu a pásu nášlapných min.
Stále vyhrocenější situace vedla bílou vládu k vytváření čím dál více rasističtějších a přísnějších zákonů.
Dne 25. dubna 1974 došlo v Mosambiku ke státnímu převratu, čímž byl dramaticky zvrácen poměr sil v regionu a bílá vojska začala postupně ztrácet kontrolu na částmi země. Po ztrátě podpory Jihoafrické republiky a nátlaku USA začaly první pokusy o příměří. První rozhovory započaly v roce 1974 v Lusace, jednotlivé strany si však kladly vzájemně neakceptovatelné podmínky.
V roce 1977 proběhly volby, které měly situaci uklidnit. Volební systém byl apriori nastaven tak, aby v parlamentu měli černoši a běloši stejný počet mandátů s příslibem, že příští volby už proběhnou na principu jeden člověk – jeden hlas. Vojenští vůdci na tuto nabídku ke smíru nereflektovali, naopak ji považovali za důkaz pokračujícího apartheidu. Nicméně vláda pod vedením Abela Muzorewa zrušila některé rasistické zákony.
V září 1978 povstalci sestřelili raketou země-vzduch civilní letadlo, v únoru 1979 pak další. Na konci roku 1978 provedla rhodeská vláda mohutnou leteckou ofenzivu a zabila přitom tisíce bojovníků a zničila velké množství munice a zbraní.
Roku 1979 spatřila světlo světa nová ústava, která umožňovala černošskou většinovou vládu a která přejmenovávala zemi na Zimbabwe Rhodesie. S novou ústavou nebyla spokojená snad ani jedna politická frakce – běloši jí vytýkali příliš velké ústupky černým nacionalistům a černoši byli rozhořčeni, že ústava potvrzuje bělošské právo držet velké farmy. Nicméně běloši hlasovali v referendu a 85 % z nich se vyslovilo pro ústavu.
Před volbami se zvýšila aktivita radikálních partyzánů, kteří v nich viděli ohrožení své moci. Přepadávání farem se zintenzivnilo a byl vypálen i největší sklad pohonných hmot v zemi v blízkosti hlavního města.
Vzniklá většinová černošská vláda nedokázala dalším aktivitám partyzánů zabránit. Nakonec musela mírové rozhovory zprostředkovat Velká Británie. Dne 19. září 1979 se v londýnském paláci Lancaster House začala konat konference, která trvala měsíc. Komplikované rozhovory mezi vládní delegacemi a dvěma vůdci povstalců – Robertem Mugabem a Joshuou Nkomem nakonec dospěly ke zdárnému konci a oba vůdci povstalců slíbili ke 28. prosinci ukončit všechny bojové operace. Odzbrojení pak probíhalo pod dohledem pěti set příslušníků britské monitorovací jednotky.